# Västerlövsta distrikt
Västerlövsta distrikt är ett distrikt i Heby kommun och Uppsala län. 
Distriktet ligger i södra delen av kommunen. 

## Tidigare administrativ tillhörighet
Distriktet inrättades 2016 och utgörs av socknen Västerlövsta i Heby kommun.
Området motsvarar den omfattning Västerlövsta församling hade vid årsskiftet 1999/2000.